# Edsåns dämningsområde (Undenäs socken, Västergötland)
Edsåns dämningsområde är en sjö i Karlsborgs kommun i Västergötland och ingår i Motala ströms huvudavrinningsområde. Sjön har en area på 0,186 kvadratkilometer och ligger 116,9 m ö.h. Sjön avvattnas av vattendraget Edsån (Sågkvarnsbäcken).

## Delavrinningsområde
Edsåns dämningsområde ingår i det delavrinningsområde (650843-141558) som SMHI kallar för Inloppet i Viken. Avrinningsområdets medelhöjd är 139 m ö.h. och ytan är 10,43 kvadratkilometer. Räknas de 10 delavrinningsområdena uppströms in blir den ackumulerade arean 334,46 kvadratkilometer. Edsån (Sågkvarnsbäcken) som avvattnar avrinningsområdet har biflödesordning 2, vilket innebär att vattnet flödar genom totalt 2 vattendrag innan det når havet efter 170 kilometer. Delavrinningsområdet består mestadels av skog (76 procent). Avrinningsområdet har 0,18 kvadratkilometer vattenytor vilket ger avrinningsområdet en sjöprocent på 1,8 procent.